# Inarisamen
Die Inarisamen (Eigenbezeichnung anarâš) sind eine samische Volksgruppe. Sie siedeln im finnischen Teil Lapplands am Inarijärvi-See in der Gemeinde Inari, wo sie die indigene Urbevölkerung darstellen. Ihre Sprache ist das Inarisamische. Die Anzahl der Inarisamen wird auf 700 geschätzt, von denen aber nur noch ca. 250 Inarisamisch sprechen.